# Hundslev
Hundslev (dt. Hundsleben) ist ein Ort mit 393 Einwohnern (2021) im Notmark Sogn in der süddänischen Sønderborg Kommune. Er liegt auf der Ostseeinsel Als, etwa 3 km östlich von Guderup, 4 km nordöstlich von Augustenborg, 4 km westlich von Fynshav und 9 km nordöstlich von Sønderborg. Hundslev besteht aus den Ortsteilen Hundslev und Notmark.

## Namensherkunft
Der erstmals 1341 als Hunsleue erwähnte Ortsname besteht aus dem altdänischen Männernamen Hun und der Ortsnamen-Endung -leben; damit bedeutet er so viel wie „Hinterlassenschaft des Hun“, „Erbe des Hun“. Der Buchstabe „d“ findet sich erst in neueren Verschriftlichungen des Ortsnamens, als dieser fälschlich mit der Tierbezeichnung „Hund“ in Verbindung gebracht wurde.

## Sehenswürdigkeiten
Die Notmark Kirke oder Vor Frue Kirke i Notmark befindet sich im Ortsteil Notmark im südöstlichen Hundslev.

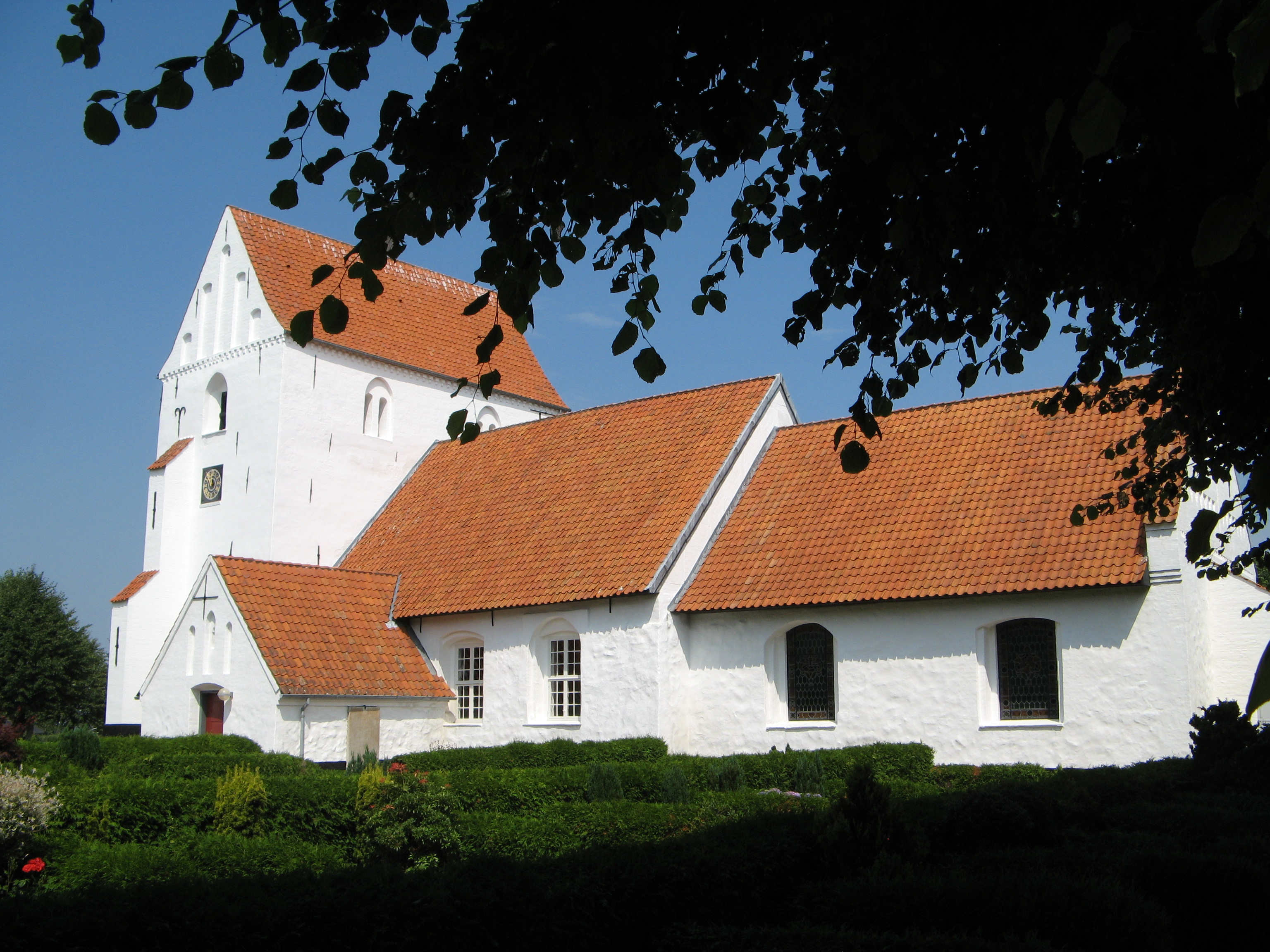
Notmark Kirke
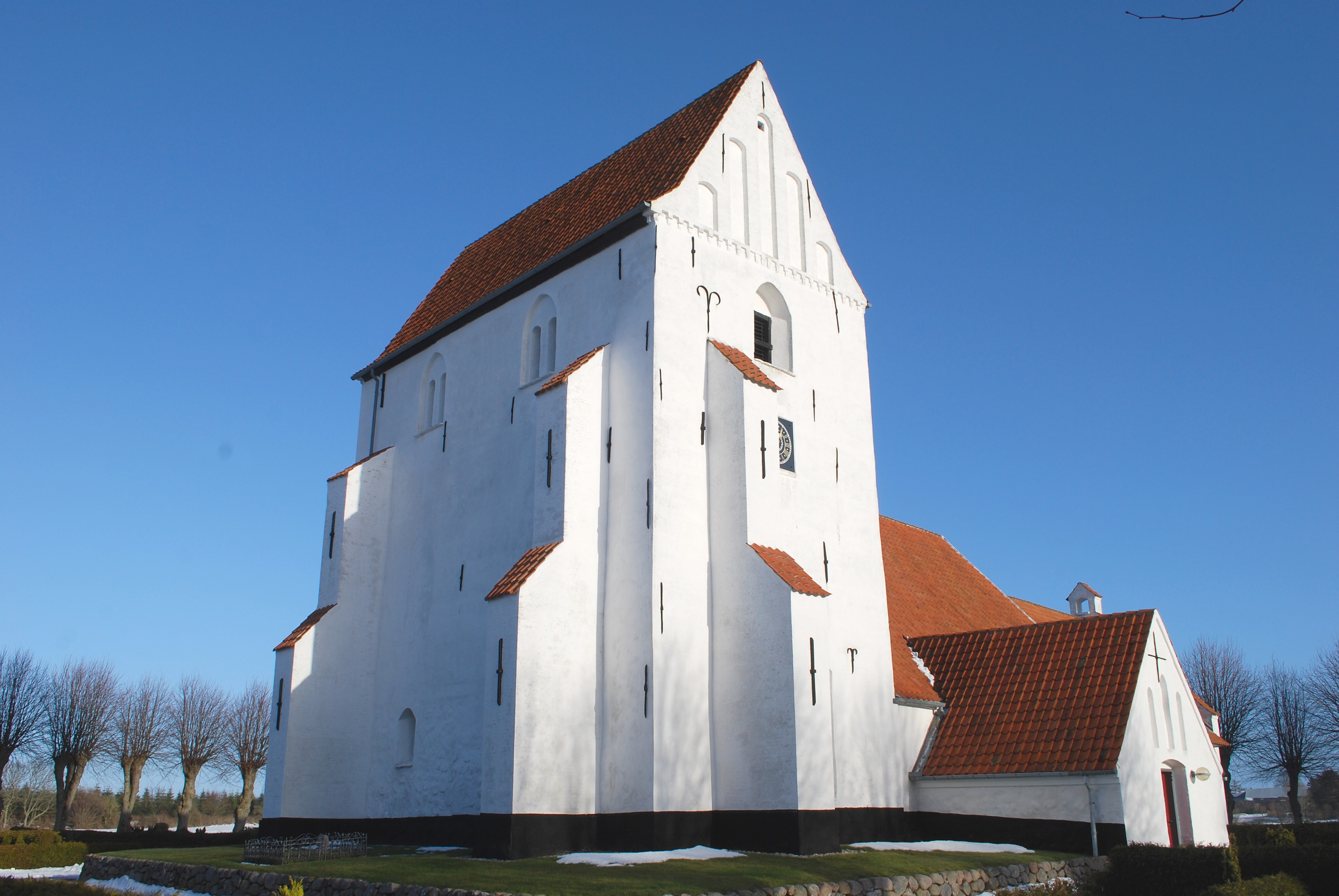
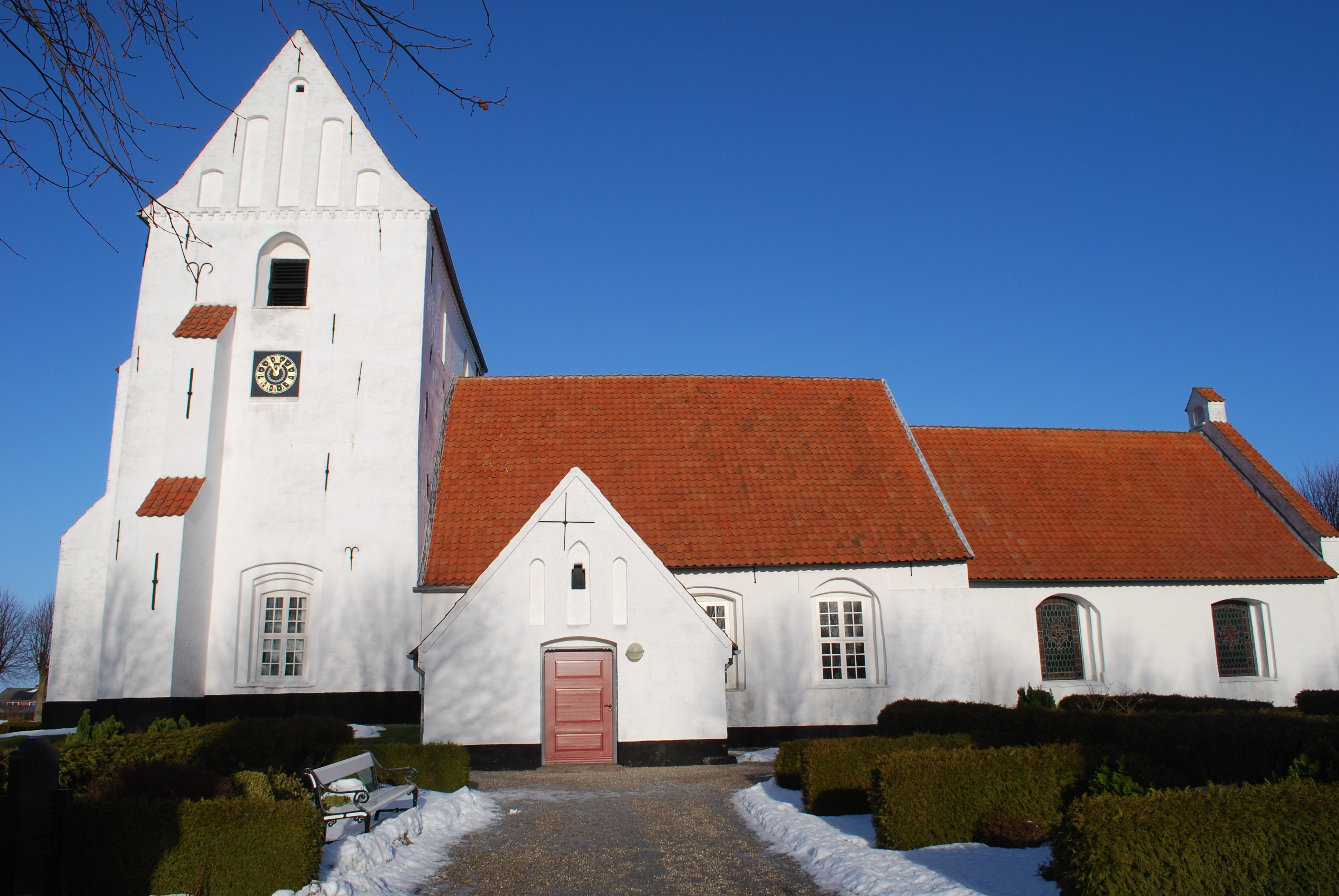